# Gordon Redvers Way
Gordon Redvers Way, britanski general, * 1900, † 1981.